# 金家村站
金家村站是一个陇海线上的已撤销铁路车站，位于甘肃省兰州市榆中县金家村。